# Dlouhá noc
Dlouhá noc je společné album skladatele Oldřicha Veselého a textaře Pavla Vrby, zároveň se jedná o poslední studiové album české rockové skupiny Synkopy, jejíž ostatní členové zde hostovali. Vydáno bylo v roce 1990 ve vydavatelství Panton s katalogovým číslem 81 0957-1311.
Na CD bylo album Dlouhá noc vydáno v roce 2000 ve vydavatelství Sony Music/Bonton v rámci kompilace Zrcadla/Dlouhá noc.

## Seznam skladeb
Hudbu složil(i) Oldřich Veselý, texty napsal(i) Pavel Vrba, pokud není vedeno jinak.
| Strana 1 | Strana 1         | Strana 1       | Strana 1 |
| Pořadí   | Název            | Text           | Délka    |
| -------- | ---------------- | -------------- | -------- |
| 1.       | Uspávanka        | instrumentální | 2:26     |
| 2.       | Dýchám – rostu   |                | 3:29     |
| 3.       | Román            |                | 6:30     |
| 4.       | Automat „strach“ |                | 3:54     |
| 5.       | Dlouhá noc       |                | 5:32     |

| Strana 2       | Strana 2           | Strana 2       | Strana 2 |
| Pořadí         | Název              | Text           | Délka    |
| -------------- | ------------------ | -------------- | -------- |
| 1.             | Afrika             |                | 4:55     |
| 2.             | Žena – sen         |                | 4:24     |
| 3.             | Jsi sám, když spíš |                | 6:33     |
| 4.             | Nová myšlenka      | Veselý         | 3:10     |
| 5.             | Vstávej            | Veselý         | 3:05     |
| Celková délka: | Celková délka:     | Celková délka: | 44:13    |

## Obsazení
- Oldřich Veselý – klávesy, zpěv
- Hosté
  - Synkopy
    - Vilém Majtner – kytara, zpěv (ve skladbě „Automat „strach““), sbor
    - Miloš Morávek – kytara, parlando (ve skladbě „Automat „strach““), sbor (ve skladbě „Nová myšlenka“)
    - Jiří Rybář – bicí, perkuse

  - Divoké větry (ve skladbách „Dýchám – rostu“, „Automat „strach““, „Afrika“, „Jsi sám, když spíš“ a „Vstávej“)
    - Jaromír Jiráček – trubka
    - Tomáš Hruška – barytonsaxofon
    - Zdeněk Kopřiva – altsaxofon
    - Radek Kudrna – flétna, sopránsaxofon (ve skladbě „Žena – sen“)

  - Avocado
    - Zuzana Růžičková, Martina Růžičková, Jan Fiala – sbor

  - Marta Skarlandtová – recitativ (ve skladbě „Uspávanka“)